# Petite rivière Croche Nord
Pour les articles homonymes, voir Croche.
La Petite rivière Croche Nord est un affluent de la rive nord de la Petite rivière Croche, coulant généralement vers le sud-ouest, au Québec, au Canada. Le cours de la rivière traverse le territoire non organisé de Lac-Ashuapmushuan, dans la municipalité régionale de comté (MRC) Le Domaine-du-Roy, dans la région administrative de Saguenay-Lac-Saint-Jean et le territoire de La Tuque, en Mauricie.
Ce cours d'eau fait partie du bassin versant de la rivière Saint-Maurice. L’activité économique du bassin versant du Petite rivière Croche Nord est la foresterie. Le cours de la rivière coule entièrement en zones forestières.

## Géographie
La Petite rivière Croche Nord prend sa source à l’embouchure d’un petit lac sans nom (longueur : 0,3 km ; altitude : 437 m) dans le canton de Bécart. Cette coule entre la rivière du Brûlé (située au nord-ouest) et la Petite rivière Croche (située à l’Est).
À partir de sa source, la Petite rivière Croche Nord coule sur 14,6 km, selon les segments suivants :
- 6,1 km vers le nord-ouest, puis le sud-ouest dans le canton de Bécart, jusqu’à la limite du canton de Biart ;
- 5,6 km vers le sud-ouest dans le canton de Biart, jusqu’à la limite du canton de Michaux ;
- 2,9 km vers le sud-ouest dans le canton de Michaux, jusqu'à la confluence de la rivière[1].

La Petite rivière Croche Nord se déverse sur la rive nord de la Petite rivière Croche. Cette confluence est située à :
- 36,6 km à l'est du réservoir Blanc ;
- 59,4 km au nord du centre-ville de La Tuque.

## Toponymie
Le toponyme Petite rivière Croche Nord a été officialisé le 5 décembre 1968 à la Commission de toponymie du Québec.